# Памятник Ленину (Грозный, Ахматовский район)
Памятник Владимиру Ильичу Ленину на одноимённой площади Грозного был установлен в 1957 году.

## История
В 1956 году по решению Чечено-Ингушского обкома КПСС в центре Грозного началось возведение памятника Ленину. Авторами проекта были скульптор, лауреат двух Сталинских премий Пётр Яцыно и местные архитекторы Б. Н. Федотов, В. Г. Куличков и М. Б. Шахзадов. Скульптура высотой 5 м была отлита из бронзы и установлена на цилиндрическом пьедестале с восьмигранным основанием. Ленин левой рукой держал отворот пальто, в его правой руке был лист бумаги. На картуше барельефа была надпись «От трудящихся г. Грозного». Скульптура была отлита на одном из мытищинских заводов. Серый гранит для основания доставлялся с Украины, а обрабатывался московскими мастерами. Открытие памятника состоялось 2 ноября 1957 года. Одним из тех, кому было доверено открытие памятника, был старый коммунист, хозяйственный, партийный и государственный деятель Хрисанф Чернокозов.
Памятник был разрушен после победы над ГКЧП в августе 1991 года. В 2008 году был демонтирован постамент памятника.